# Guy Debuisson
 (mai 2025).
Motif : WP:CAA Où sont les sources centrées sur la durée ? dans la presse nationale ou internationale ? - Hors critères personnalité politique WP:NPP
- Archive Wikiwix
- Bing
- Cairn
- DuckDuckGo
- E. Universalis
- Gallica
- Google
- G. Books
- G. News
- G. Scholar
- Persée
- Qwant
- (zh) Baidu
- (ru) Yandex
- (wd) trouver des œuvres sur Wikidata

| 1. | Préciser le motif de la pose du bandeau. | Précisez le motif de la pose du bandeau en utilisant la syntaxe suivante : {{admissibilité à vérifier\|date=mai 2025\|motif=remplacez ce texte par le motif}}                      |
| 2. | Informer les utilisateurs concernés.     | Pensez à avertir le créateur de l'article, par exemple, en insérant le code ci-dessous sur sa page de discussion : {{subst:avertissement admissibilité à vérifier\|Guy Debuisson}} |

Guy Debuisson est un ancien boxeur champion de France universitaire, dirigeant sportif et avocat, né en 1951 à Toulouse. Il a notamment été le président de la Fédération française de boxe (1995-2001) et est en 2017 le président du CROS, le Comité régional olympique et sportif de Midi-Pyrénées.

## Biographie
En 1972, Guy Debuisson rejoint le cabinet de Pierre Paul Vaysse, avant de lancer son propre cabinet en 1978. Il intervient dans un nombre de grands procès comme l’enlèvement de Mélodie Nakachian, le triple meurtre d’Huos, l’affaire Empain, l’affaire viguier, l’affaire du MEDIATOR, ou encore l’affaire du sang contaminé.
En 1989, il est élu maire adjoint de Roques-sur-Garonne. En 1995, il se présente comme le candidat radical de gauche à Colomiers.
Le 18 mai 2000, il se porte candidat aux élections municipales de Toulouse.
Il préside le CROS Midi-Pyrénées depuis 1999. Entre 1995 et 2001, il intègre le conseil d’administration du CNOSF (comité national olympique et sportif français).
En 2014, il se présente comme tête de liste pour les élections municipales à Cahors. Sa liste finit par rassembler 1 034 voix, soit 12.73 % des voix et obtient deux sièges,.

## Filmographie
- En 2019, son rôle est interprété par Jean-Claude Leguay  dans le film Une intime conviction, qui place l'intrigue au cœur de l'affaire Suzanne Viguier.